# Mungyeong-eup
Mungyeong-eup (koreanska: 문경읍)  är en köping i kommunen Mungyeong i provinsen Norra Gyeongsang i den centrala delen av
Sydkorea, 140 km sydost om huvudstaden Seoul. Trots namnet är det inte kommunens administrativa huvudort. Den ligger i Jeomchon-dong, 18 kilometer södrom om Mungyeong-eup,